# Gaultheria viridicarpa
Gaultheria viridicarpa är en ljungväxtart som beskrevs av J.B.Williams. Gaultheria viridicarpa ingår i släktet Gaultheria och familjen ljungväxter. Inga underarter finns listade i Catalogue of Life.